# Golpe de Estado de mayo de 1814

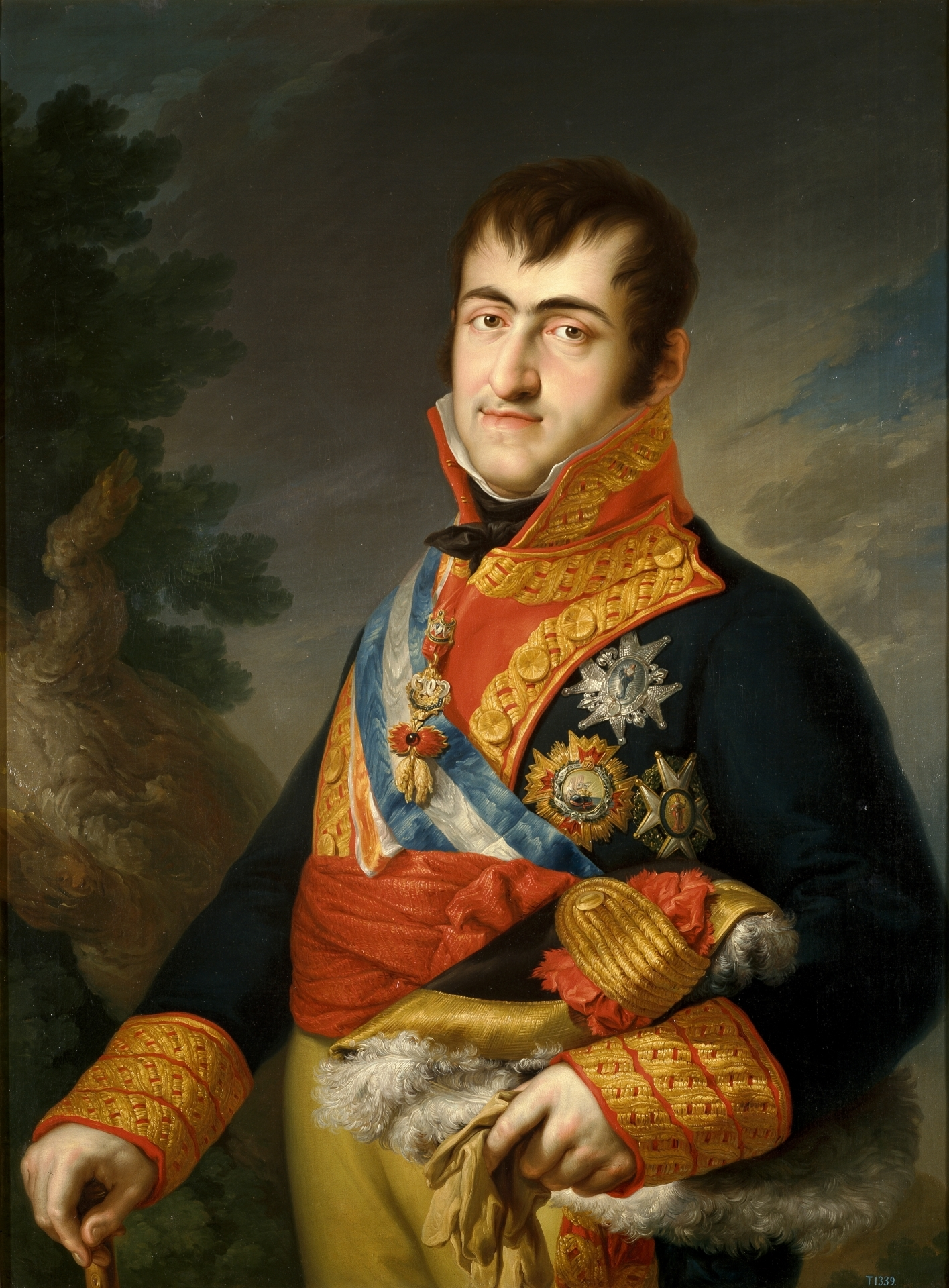
Retrato de Fernando VII encargado por la Real Academia de Bellas Artes de San Carlos de Valencia, presidida por el capitán general de Valencia Francisco Javier Elío, al pintor Vicente López. Formó parte del programa de actuaciones de los absolutistas «para inculcar en la población la imagen del rey dotado de plenos poderes». De este retrato se hicieron copias difundidas por todo el reino, «dándole así rango de retrato oficial».

El golpe de Estado de mayo de 1814 fue el golpe de Estado que puso fin al régimen constitucional instaurado por las Cortes de Cádiz en nombre del «rey ausente» Fernando VII. Lo encabezó el propio rey Fernando y se fraguó durante el viaje de vuelta a España desde el castillo de Valençay donde había estado confinado por orden de Napoleón desde mayo de 1808, tras haber firmado el Tratado de Valençay de diciembre de 1813 por el que el emperador francés le devolvía los derechos a la Corona española a Fernando VII que él mismo le había cedido cinco años antes en las abdicaciones de Bayona, no reconocidas por la mayoría de los españoles. El golpe se planeó y organizó en Valencia, donde el rey firmó el Manifiesto del 4 de mayo, también conocido como Decreto de Valencia. Lo ejecutó en Madrid el 10 de mayo el general Francisco de Eguía con las fuerzas militares que le había proporcionado el capitán general de Valencia, el general Francisco Javier Elío. Las Cortes fueron disueltas, los liberales encarcelados y la Constitución de 1812 fue derogada, restaurándose el absolutismo y el Antiguo Régimen.
Como ha destacado Juan Francisco Fuentes, «la facilidad con que se había consumado el golpe de Estado de mayo de 1814 respondía más a la debilidad del liberalismo que a la viabilidad de la Monarquía absoluta a estas alturas de la historia». Josep Fontana comenta: «El golpe de estado de Fernando VII, en mayo de 1814, los pilló [a los liberales] desprevenidos, mientras ordenaban que cada año se celebrasen tedeums para conmemorar la feliz vuelta del monarca al suelo español».

La vuelta a la monarquía tradicional en España no fue el resultado de un acuerdo entre las fuerzas políticas del país, como en buena medida sucediera en Francia y en Nápoles. Tampoco fue obra de la Providencia, como se proclamó en multitud de sermones y escritos de la época, ni un “hecho natural”, cual insinúan algunos historiadores, aludiendo a que el régimen constitucional no había calado entre los españoles y en cuanto se presentó su rey ante ellos le reconocieron plenos poderes, como era tradicional. Fue el producto de la imposición de forma violenta, mediante un golpe de Estado, de un sector (el contrarrevolucionario), que supo manejar a favor de sus intereses la excelente imagen popular del rey y contó con la ayuda o, al menos la permisividad, exterior.

## Antecedentes

### Las abdicaciones de Bayona y el confinamiento de Fernando VII en Valençay

Caricatura británica sobre las abdicaciones de Bayona titulada: "Boney ['huesudo'] en Bayona soplando una burbuja española". Aparece Napoleón (Boney) soplando una burbuja mientras bombardea Madrid. En la burbuja se encuentran, vestidos con ropajes del siglo XVII, Carlos IV, el "viejo rey", al que Napoleón llama "mi amigo"; la "más digna reina" María Luisa de Parma, a la que Napoleón le dice que de él "nada ha de temer"; el "Príncipe de Asturias" Fernando, al que llama "mi amigo y hermano"; y Manuel Godoy, "Príncipe de la Paz", al que asegura que en él tiene a su "Ángel de la Guarda".

El 19 de marzo de 1808 Carlos IV abdicó en su hijo Fernando como consecuencia de la presión a que se vio sometido durante el motín de Aranjuez instigado por el partido aristocrático o fernandino y que provocó la caída del «favorito» Manuel Godoy. El emperador francés Napoleón, cuyas tropas estaban entrando en España para invadir Portugal en virtud del Tratado de Fontainebleau, pero cuyo propósito de someter a la monarquía española era cada vez más evidente, decidió intervenir en la crisis dinástica española y consiguió que Carlos IV y su hijo, proclamado como Fernando VII, junto con el resto de miembros de la familia real, acudieran a Bayona. Fernando VII llegó el 20 de abril y el 30 Carlos IV y su esposa, María Luisa de Parma. Precisamente la noticia de la partida del resto de la familia real hacia Bayona provocó un levantamiento antifrancés en Madrid el 2 de mayo, que sería secundado en otros muchos lugares donde se formaron Juntas que asumieron el poder, dando inicio así a la que sería conocida como la Guerra de la Independencia.
En Bayona, Napoleón logró mediante presiones y amenazas que Carlos IV y Fernando VII, con la anuencia del resto de la familia real, le cedieran los derechos de la Corona española, y él a su vez designó como nuevo rey de España a su hermano mayor José Bonaparte. Fernando VII, su hermano don Carlos y su tío don Antonio quedaron confinados en el «Château» de Valençay. Desde este «dorado retiro» Fernando VII escribiría cartas muy afectuosas a Napoleón, felicitándole por sus victorias en España y expresándole su deseo de convertirse en «hijo adoptivo suyo».
Las abdicaciones de Bayona no fueron reconocidas por las Juntas y estas juraron su fidelidad a Fernando VII, mientras que una minoría ―los «afrancesados»― apoyó a José I, quien se instaló en el Palacio Real de Madrid, tras haberse aprobado el Estatuto de Bayona que regiría la «monarquía josefina». Las Juntas «patriotas», por su parte, constituyeron una Junta Suprema Central que más tarde fue sustituida por una Regencia que asumía las funciones del «rey ausente» Fernando VII. Se convocaron Cortes que se reunieron en Cádiz, ante el avance de las tropas francesas, y el 24 de septiembre de 1810, el mismo día en que iniciaron sus sesiones, acordaron que «reconocen, proclaman y juran de nuevo por su único y legítimo Rey al Señor D. Fernando VII de Borbón y declaran nula, de ningún valor ni efecto la cesión de la corona que se dice hecha a favor de Napoleón, no solo por la violencia que intervino en aquellos actos injustos e ilegales, sino principalmente por faltarle el consentimiento de la Nación», y a continuación proclamaron que en ellas residía la «soberanía nacional». Partiendo de esta declaración de principios, las Cortes de Cádiz elaboraron y aprobaron una Constitución con la oposición de los diputados «serviles». Fue promulgada el 19 de marzo de 1812, cuarto aniversario de ascenso al trono de Fernando VII. En su artículo 179 se volvía a afirmar: «El Rey de las Españas es el Sr. D. Fernando VII de Borbón, que actualmente reina». Se instauraba así una monarquía constitucional y, junto con los decretos aprobados por las Cortes, se ponía fin al Antiguo Régimen. Con las Cortes de Cádiz comenzaba «el largo ciclo de la Revolución liberal española».

### El Tratado de Valençay

Mapa de la intervención de las tropas anglo-portuguesas comandadas por Arthur Wellesley, futuro duque de Wellington, en la Guerra de la Independencia.

A partir de la segunda mitad de 1812 la guerra contra Napoleón cambió de signo y comenzó a ser favorable a la Sexta Coalición. En la península ibérica las tropas anglo-portuguesas al mando de Arthur Wellesley, futuro duque de Wellington, entraban en España y derrotaban a los franceses el 22 de julio en la batalla de los Arapiles, obligándoles a levantar el sitio de Cádiz al mes siguiente. En octubre se iniciaba la trágica retirada de la Grande Armée de Rusia. Al año siguiente se reanudaba la ofensiva aliada y el 21 de junio de 1813 el ejército anglo-portugués de Wellesley, junto con un ejército español, derrotaba a los franceses en la batalla de Vitoria, obligando a José I Bonaparte a abandonar España una semana después. Le acompañaron los «afrancesados» que le habían apoyado, constituyendo así el primer exilio español de la historia contemporánea.
A principios de julio los franceses evacuaban Valencia para replegarse hacia Cataluña y el 31 de agosto sufrían una nueva derrota en la batalla de San Marcial, cerca de San Sebastián, lo que supuso el principio del fin de la Guerra de la Independencia (la Peninsular War, para los británicos), iniciada con el Levantamiento del 2 de mayo de 1808. En octubre los aliados infligían una gran derrota a Napoleón en la batalla de Leipzig y poco después cruzaban el río Rin, amenazando a Francia desde el noreste, mientras Wellesley atravesaba el río Bidasoa y penetraba en territorio francés por el suroeste.

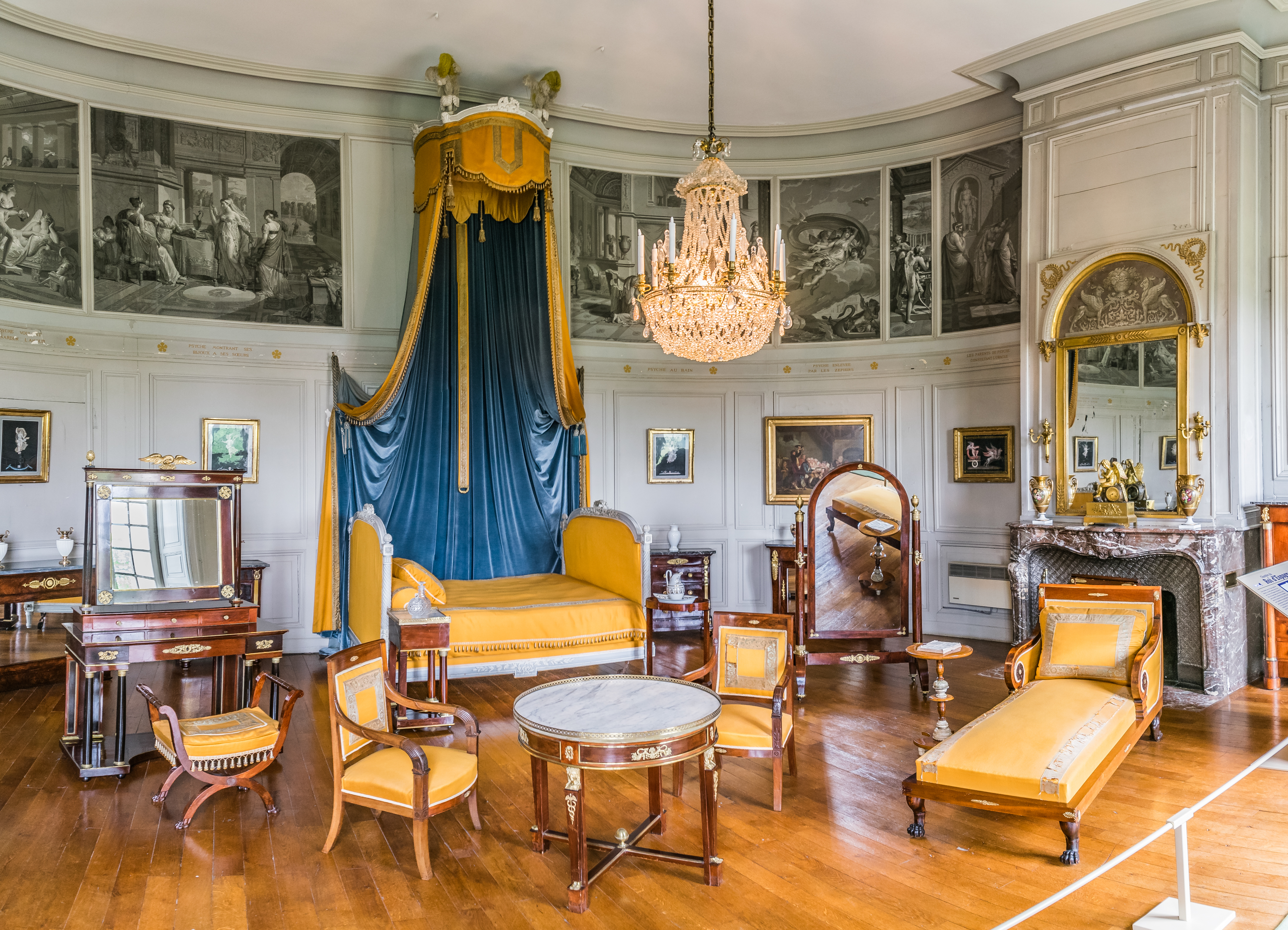
Habitación del castillo de Valençay que ocupó Fernando VII durante su cautiverio.

La ofensiva aliada puso a Napoleón en una muy difícil situación militar lo que le llevó a plantearse repatriar el ejército que tenía desplegado en España, que era especialmente valioso porque estaba compuesto por veteranos. Así que decidió enviar al conde de La Forest a Valençay donde se encontraba confinado Fernando VII para que acordara con él un tratado que pusiera fin a las hostilidades con España a cambio de la devolución de sus derechos al trono a los que había renunciado seis años antes en Bayona. Ante las posibles dudas de Fernando VII, Napoleón le ofreció que volvería a España como rey absoluto. «Es una restauración entera y completa de lo que existía antes de la guerra de España lo que el emperador propone» («C’est une restauration entière et complète de ce qui existait avant la guerre d’Espagne que l’empereur se propose»), se decía en las instrucciones que Napoleón había entregado a La Forest. Y poco más adelante se insistía en ellas: «Es necesario que el Príncipe [Fernando] entre en España después de que el tratado haya sido ratificado por la Regencia y que tan pronto como haya puesto el pie en su reino se encontrará con la misma autoridad que tenía su padre» («Il faut que ce Prince [Fernando] rentre en Espagne après que le traité aura été ratifié par la Régence et qu’aussitôt qu’il aura mis le pied dans son royaume, il s’y retrouve avec la même autorité qu’avait son père»).
Por otro lado, con esta propuesta Napoleón ignoraba los derechos al trono español de su hermano José I, que aunque hacía cinco meses que había cruzado la frontera franco-española, seguía siendo el rey de España de acuerdo con la legalidad imperial. Sobre esta cuestión los dos hermanos discutieron agriamente durante las conversaciones con Fernando VII. El 29 de diciembre, veinte días después de la firma del Tratado, José I volvió a protestar ante el emperador y este le contestó de forma tajante: «Ya no sois rey de España» (“Vous n’êtes plus roi d’Espagne”). Y añadió: «No quiero España para mí, ni quiero disponer de ella; pero ya no quiero entrometerme en los asuntos de este país excepto para vivir allí en paz y tener disponible mi ejército» («Je ne veux pas l’Espagne pour moi, ni je n’en veux pas disposer; mais je ne veux plus me mêler dans les affaires de ce pays que pour y vivre en paix et rendre mon armée disponible»).
El 8 de diciembre de 1813 el conde de La Forest, en nombre de Napoleón, y el duque de San Carlos, en nombre de Fernando VII, firmaron el que sería conocido como el Tratado de Valençay (que finalmente llevaría la fecha del 11 de diciembre), por el que Napoleón reconocía como rey de España a Fernando VII y se comprometía a retirar las tropas francesas que todavía permanecían en la península, estableciéndose la paz entre los dos Estados. Esto implicaba que España rompía su alianza con Inglaterra y abandonaba la Sexta Coalición antinapoleónica. En el Tratado, Fernando VII aceptaba conceder una amnistía a los «afrancesados».
Inmediatamente el duque de San Carlos viajó a Madrid ―donde se encontraban desde enero de 1814 las Cortes, la Regencia y las autoridades constitucionales― con el objetivo de conseguir el requisito imprescindible para que entrara en vigor el tratado: que la Regencia constitucional y las Cortes lo ratificaran, lo cual era una misión en extremo difícil porque esas mismas Cortes habían aprobado el 1 de enero de 1811 un decreto por el que declaraban que no reconocerían ningún acto del rey Fernando VII hasta que no hubiera recuperado plenamente la libertad y estuviera en España; el decreto también decía que cualquier violación del mismo sería considerado como «un acto hostil contra la patria». El duque llevó consigo el texto del tratado y un mensaje de Fernando VII a la Regencia en el que este presentaba el acuerdo con Napoleón como «la Paz más ventajosa» en ese momento.

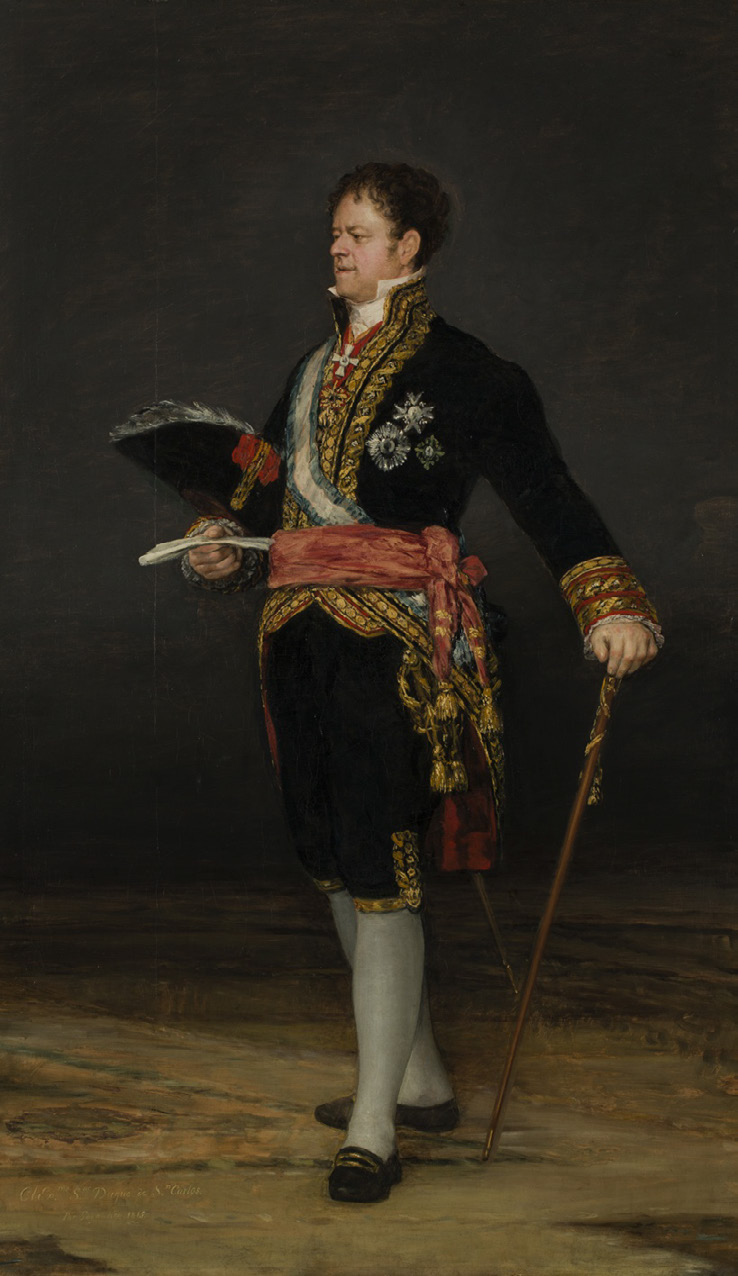
El Duque de San Carlos, por Francisco de Goya y Lucientes (1815). Museo de Zaragoza.

En las instrucciones secretas que le dio Fernando VII al duque de San Carlos, además de la misión de recabar información sobre las «personas distinguidas» de la capital, figuraba que si la Regencia exigía que el rey jurara antes de la ratificación del Tratado, la Constitución de 1812 aprobada por las Cortes de Cádiz eludiera el asunto con habilidad y respondiera con evasivas, pero que si insistía prometiera que la aprobaría. El 24 de diciembre, trece días después de la salida de Valençay del duque de San Carlos, partía también para Madrid el general Palafox, el héroe del sitio de Zaragoza, para apoyar la misión del duque y con la orden de que «si fuera necesario para desbaratar intrigas, excitará la opinión pública y aprovechará sus amplias relaciones con el alto clero y la nobleza para imponer el grito: “Fernando, paz, integridad e independencia”».
Las gestiones del duque de San Carlos, secundadas por el general Palafox, no tuvieron éxito y la Regencia se negó a ratificar el Tratado de Valençay no solo porque contravenía lo dispuesto en el decreto de 1 de enero de 1811 de las Cortes sino porque también implicaba la ruptura de la alianza con Gran Bretaña, que había sido decisiva para la derrota de las tropas francesas en la Guerra de la Independencia.
Pero el viaje del duque de San Carlos y del general Palafox a Madrid, según Emilio La Parra López, no «fue infructuoso en lo relativo a preparar los ánimos para terminar con el constitucionalismo». Prueba de ello sería la intervención en las Cortes del diputado Juan López Reina del 3 de febrero de 1814 que causó una gran conmoción por su defensa de la monarquía absoluta en la persona de Fernando VII. El diputado absolutista, que acabó expulsado de las Cortes, dijo:

Quando nació el Sr. D. Fernando, nació con un derecho a la absoluta soberanía de la nación española. Quando Carlos IV abdicó su corona, Fernando VII adquirió el derecho de ser rey y señor de su pueblo. Luego se presente el Sr. D. Fernando a la nación española y vuelva a ocupar el trono de los españoles, es indispensable que siga exerciendo la soberanía absoluta desde el momento que pise la frontera.

Reina formaba parte del «partido antirreformador» ―una expresión acuñada por el liberal conde de Toreno―, cuyos jefes eran Bernardo Mozo de Rosales y Antonio Gómez Calderón, dos de los futuros firmantes del Manifiesto de los Persas. Ese mismo mes de febrero los «serviles», que era como llamaban los liberales a los defensores del absolutismo, intentaron sustituir a los tres miembros de la Regencia (el cardenal Borbón, Gabriel Ciscar y Pedro Agar) por tres destacados absolutistas (el general Castaños, el jurista Juan Pérez Villamil y la infanta Carlota Joaquina de Borbón, que la presidiría), pero la operación, que estuvo a punto de triunfar ―incluía que muchos individuos pagados «fuesen a las galerías de las cortes y gritasen y alborotasen contra la regencia, y contra los diputados que la sostienen»―, finalmente fracasó por la oposición de la guarnición de Madrid, mandada por el general Pedro Villacampa. El general Villacampa informó a las Cortes de que «el partido llamado servil ha enviado gente a los pueblos inmediatos a repartir dinero para hacer gente que cause un trastorno general» y que en la operación «hay indicios de hallarse comprendidos grandes personages [sic] y algunos individuos de las cortes». Información que fue confirmada por el Secretario del Despacho de Gracia y Justicia que añadió que a los alborotadores les habían dicho que gritaran desde las galerías de las Cortes «¡Viva Fernando VII, caiga la regencia y acábese con los liberales!».
En su regreso a Valençay el duque de San Carlos y el general Palafox eran portadores de sendas cartas de la Regencia en las que esta expresaba su deseo de la pronta vuelta a España de Fernando VII y del resto de miembros de la familia real, aunque le recordaban la vigencia del decreto de las Cortes del 1 de enero de 1811. Poco después de su llegada se conocía en Valençay el decreto aprobado el 2 de febrero de 1814 por las Cortes que determinaba que no se prestaría obediencia a Fernando VII hasta que este no jurara la Constitución, según la fórmula establecida en el artículo 173 de la misma. En el decreto también se establecía que el rey no podía entrar en España acompañado de ningún extranjero, y de ningún afrancesado, y que para llegar a Madrid, donde juraría la Constitución ante las Cortes, debía seguir la ruta que le fijara la Regencia.
Emilio La Parra ha señalado la «rigidez» de «la táctica seguida por los liberales», muy diferente a la seguida en Francia tras la caída de Napoleón. «Al pretender hacerle jurar la Constitución antes de dar paso alguno y considerar este acto requisito previo para su reconocimiento como rey, sin ofrecerle alternativa de otro tipo, pusieron en un brete a Fernando VII. O el rey se avenía a asumir la decisión de las Cortes o rompía tajantemente con el orden constitucional vigente, sin término medio. De nuevo hallamos aquí una clamorosa diferencia con Francia». Y a continuación advierte: «Los liberales pecaron de rigidez, pero el rey, a su vez, hizo otro tanto. Fernando VII no estaba dispuesto a aceptar el régimen constitucional, porque al margen de otras consideraciones, este sistema era contrario a su manera de entender la monarquía y la función de su titular. Fernando fue muy consciente de su elevada condición y siempre aspiró a ser rey con el ejercicio pleno del poder, sin tolerar límites a su autoridad». Por su parte Ángel Bahamonde y Jesús A. Martínez han subrayado que «desde la perspectiva de los liberales Fernando VII debía ponerse al frente del Estado como Monarca constitucional… Para las elites ligadas al Estado absoluto del Antiguo Régimen la vuelta del “deseado” era entendida de una manera radicalmente distinta: la vuelta a la legitimidad anterior y la finalización de la experiencia usurpadora del liberalismo». En este sentido La Parra López señala también que «el pensamiento y las actitudes reaccionarias alcanzaron en España tal hegemonía, que eliminaron de la esfera pública cualquier alternativa, no hubo sustitución de una Constitución por otra, ni reconocimiento de los derechos ciudadanos, y no se registró ningún intento de transacción política, sino todo lo contrario: hubo un claro propósito de suprimir mediante la represión o el silencio a quienes mantenían las ideas de la época revolucionaria anterior e, incluso, de eliminarlos físicamente».

### El viaje de vuelta a España de Fernando VII
A pesar de que el Tratado de Valençay no había sido ratificado, Napoleón dejó marchar a Fernando VII, ya que precisaba contar con urgencia con las tropas francesas acantonadas en Cataluña, Aragón y Valencia para hacer frente a su delicada situación militar, pues los ejércitos de la Sexta Coalición ya habían penetrado en territorio francés ―el 30 de marzo ocuparían París y el 6 de abril abdicaría Napoleón, siendo finalmente confinado en la isla de Elba―. El 10 de marzo «les Princes espagnols» recibieron los pasaportes que les permitían abandonar Francia. Ese mismo día Fernando VII enviaba una carta a la Regencia anunciando su salida hacia España en la que aseguraba que «en cuanto al restablecimiento de las Cortes, como a todo lo que pueda haberse hecho en mi ausencia que sea útil al reino, siempre merecerá mi aprobación, como conforme a mis reales intenciones» ―la carta sería publicada dos semanas después por varios periódicos, y su contenido tranquilizó a los liberales sobre sus intenciones―.

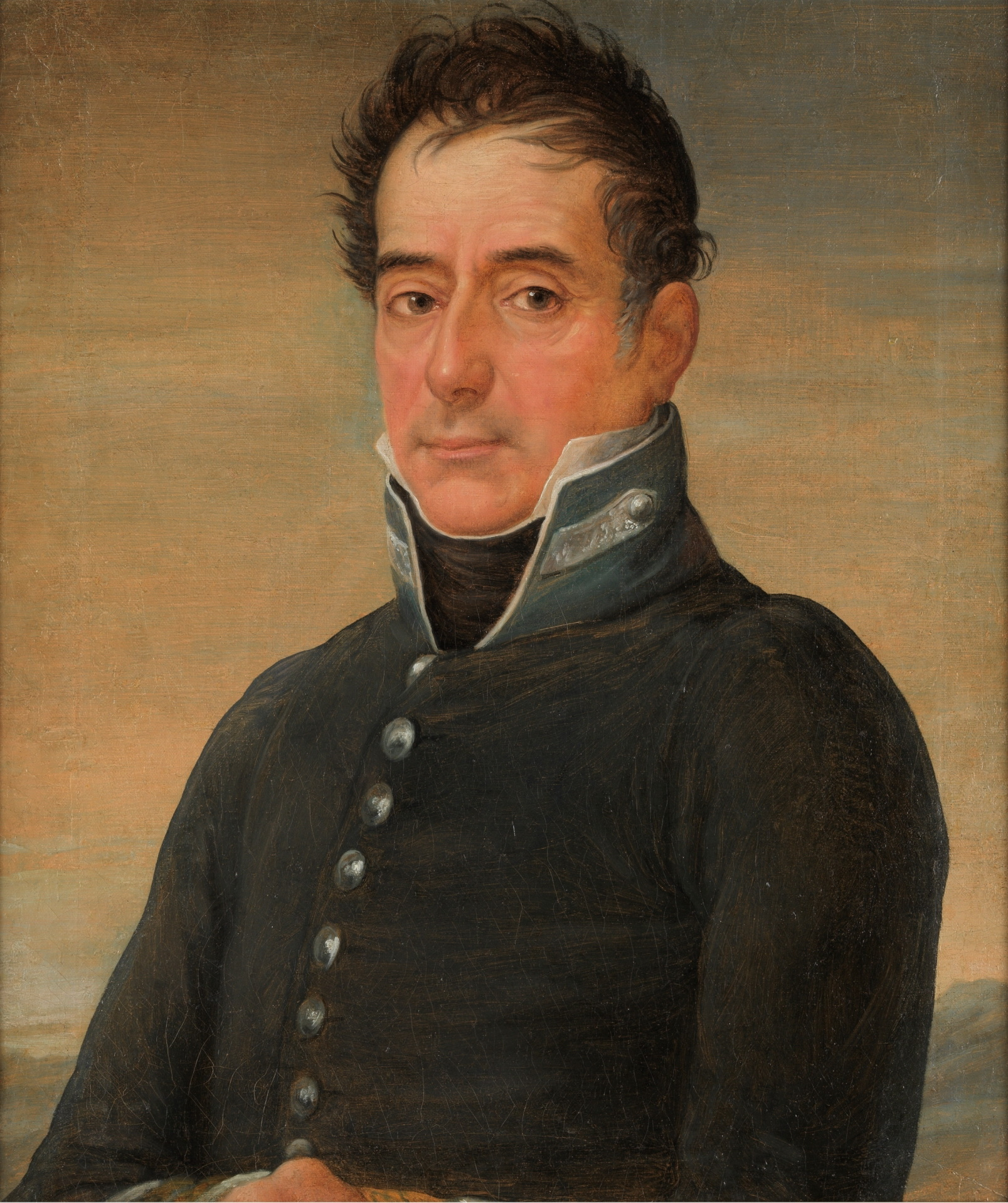
Francisco Copons y Navia, capitán general de Cataluña, recibió al rey Fernando VII en Báscara tras haber cruzado este la frontera franco-española.

Fernando VII, su hermano Carlos María Isidro de Borbón y su tío Antonio Pascual de Borbón abandonaron Valençay el domingo 13 de marzo y, viajando de incógnito por orden expresa de Napoleón, aunque en Toulouse fueron recibidos con gritos de «¡Vivan los Borbones!», llegaron a Perpiñán seis días después. Allí les esperaba el mariscal Suchet con órdenes expresas de Napoleón de conducirlos a Barcelona, donde quedarían retenidos hasta que las tropas francesas hubieran abandonado España. Pero Suchet decidió desobedecer a Napoleón —los historiadores han formulado diversas hipótesis: ¿quería evitar un compromiso personal excesivo con la suerte de Napoleón? ¿le prometió Fernando VII que conservaría la propiedad que Napoleón le había donado en la Albufera de Valencia como premio a la conquista de esa ciudad? ¿le aseguró el rey que las tropas francesas no tendrían problemas para salir de España?― y los «entregó» el 24 de marzo en Báscara, localidad situada a mitad de camino entre Figueras y Gerona, al general Francisco Copons, capitán general de Cataluña, encargado por la Regencia constitucional de recibir al rey. Fueron despedidos con salvas de artillería del ejército francés a las órdenes de Suchet que los había escoltado desde la frontera, y a continuación las tropas españolas vitorearon al rey y desfilaron ante él. Una circular de la Regencia del 7 de febrero había ordenado a los jefes políticos provinciales de la mitad norte que en cuanto el rey entrara en España dieran «cuantas disposiciones puedan contribuir a que S.M. efectúe su viaje con todo el decoro y el aparato que corresponde a su alta dignidad y al entrañable amor que le profesan sus súbditos».

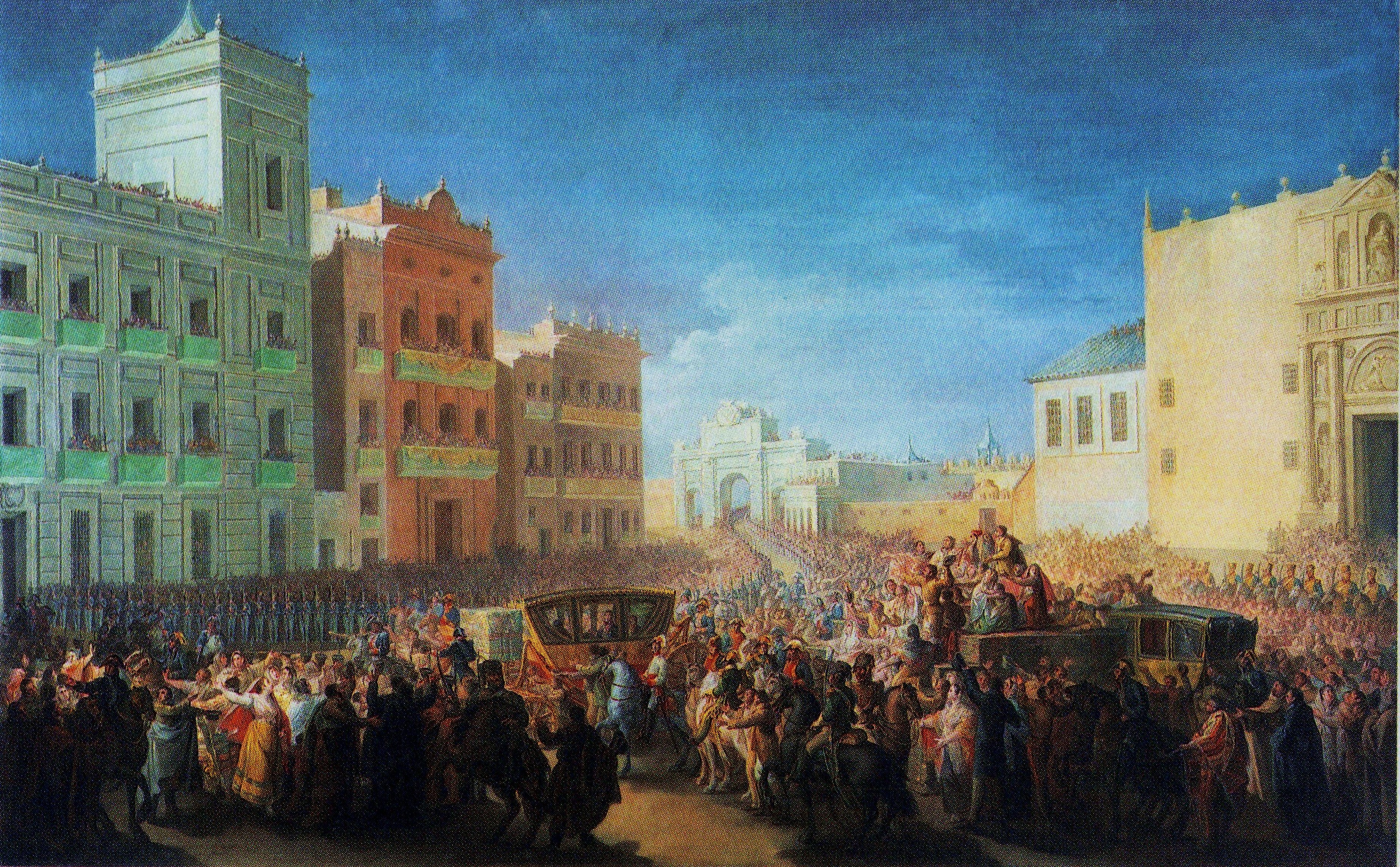
Entrada triunfal de Fernando VII en Valencia de Miguel Parra (a la izquierda el Palacio de Cervelló, residencia oficial del rey; a la derecha, el convento de Santo Domingo (Valencia); al fondo la Puerta Real). El cuadro forma parte de un encargo hecho al pintor para que inmortalizara las entradas triunfales de Fernando VII durante su viaje de vuelta a España. Eran «un tipo de pintura conmemorativa destinada a fijar en la mente de la población la imagen heroica del monarca».

En Gerona, donde Fernando VII y los infantes fueron aclamados por la población, el general Copons, siguiendo las instrucciones que había recibido, le entregó al rey un ejemplar de la Constitución, una copia del decreto del 2 de febrero y una carta de la Regencia, fechada el 1 de marzo, que en realidad era un largo manifiesto en defensa de la Constitución y de la obra de las Cortes. En la carta también se explicaban las razones que habían llevado a la Regencia a no ratificar el Tratado de Valençay. Finalmente, la Regencia le aseguraba que entregaría el poder al rey en cuanto este jurara la Constitución. Pero Fernando VII respondió con evasivas sin comprometerse a nada. El rey, don Carlos y don Antonio abandonaron Gerona el 28 de marzo para dirigirse a Valencia por la costa siguiendo el itinerario establecido por la Regencia ―y evitando Barcelona, por estar ocupada por franceses―, pero cuando el 1 de abril llegaron a Reus el rey decidió ir primero a Zaragoza, accediendo a la invitación que le había hecho la Diputación de Aragón y que había llevado hasta allí el general Palafox. Esta decisión del rey se ha interpretado como una forma de demorar su entrada en la capital. En Zaragoza pasó la Semana Santa, mostrando en repetidas ocasiones su devoción por la Virgen del Pilar, y el lunes 11 de abril reemprendió el viaje hacia Valencia, a donde llegó el 16, diez días después de lo previsto por la Regencia. Según Josep Fontana, fue en la reunión que Fernando VII mantuvo con sus consejeros en Daroca, a mitad de camino entre Zaragoza y Valencia, cuando decidió que no acataría la Constitución. Unos días más tarde se había celebrado una reunión similar en Segorbe.
En Valencia le esperaba el presidente de la Regencia y primo suyo, el cardenal Borbón, que salió a su encuentro, acompañado por el Secretario del Despacho de Estado, José Luyando, en la localidad de Puzol, situada a veinte kilómetros al norte de la capital valenciana. Según relataron después los absolutistas, allí el rey obligó al presidente de la Regencia a que le besara la mano, como signo de sumisión, lo que fue celebrado por el periódico absolutista El Lucindo, redactado por Justo Pastor Pérez: «Triunfaste, Fernando, en este momento, y desde este momento empieza la segunda época de tu reinado». En el mismo artículo El Lucindo decía: «Te has presentado, Fernando, en nuestro suelo, y a tu vista todo enmudece; tus enemigos forman planes, pero tu presencia los desvanece: cautivo saliste, y cautivo vuelves; cautivo te llevó Napoleón y cautivo te llevan a Madrid las cortes».
Fernando VII y el cardenal Borbón hicieron juntos su «entrada triunfal» en Valencia. El coche real fue arrastrado por «paisanos», como ya había sucedido en otros lugares, que lo condujeron al Palacio de Cervelló, residencia oficial asignada al monarca. Por la noche del mismo día de su llegada recibió la visita del cabildo de la catedral de Valencia durante la cual el canónigo Juan Vicente Yáñez, adoptando una posición abiertamente anticonstitucional, se quejó del trato que había recibido el clero durante su «ausencia» y de los perjuicios causados a la religión por la abolición de la Inquisición española decretada por las Cortes de Cádiz, por lo que le pidió al rey su restablecimiento. «Es asombroso que los liberales ―en primer lugar, el presidente de la Regencia y uno de sus ministros― no reaccionaran», ha comentado Emilio La Parra López. Fue así como los absolutistas «se apoderaron de la persona del rey y del ambiente de la ciudad», ha añadido este historiador. Durante los veinte días que pasó Fernando VII en Valencia fue aclamado por la población cada vez que recorría las calles de la ciudad para asistir a algún acto, en su mayoría ceremonias religiosas.

## La conspiración

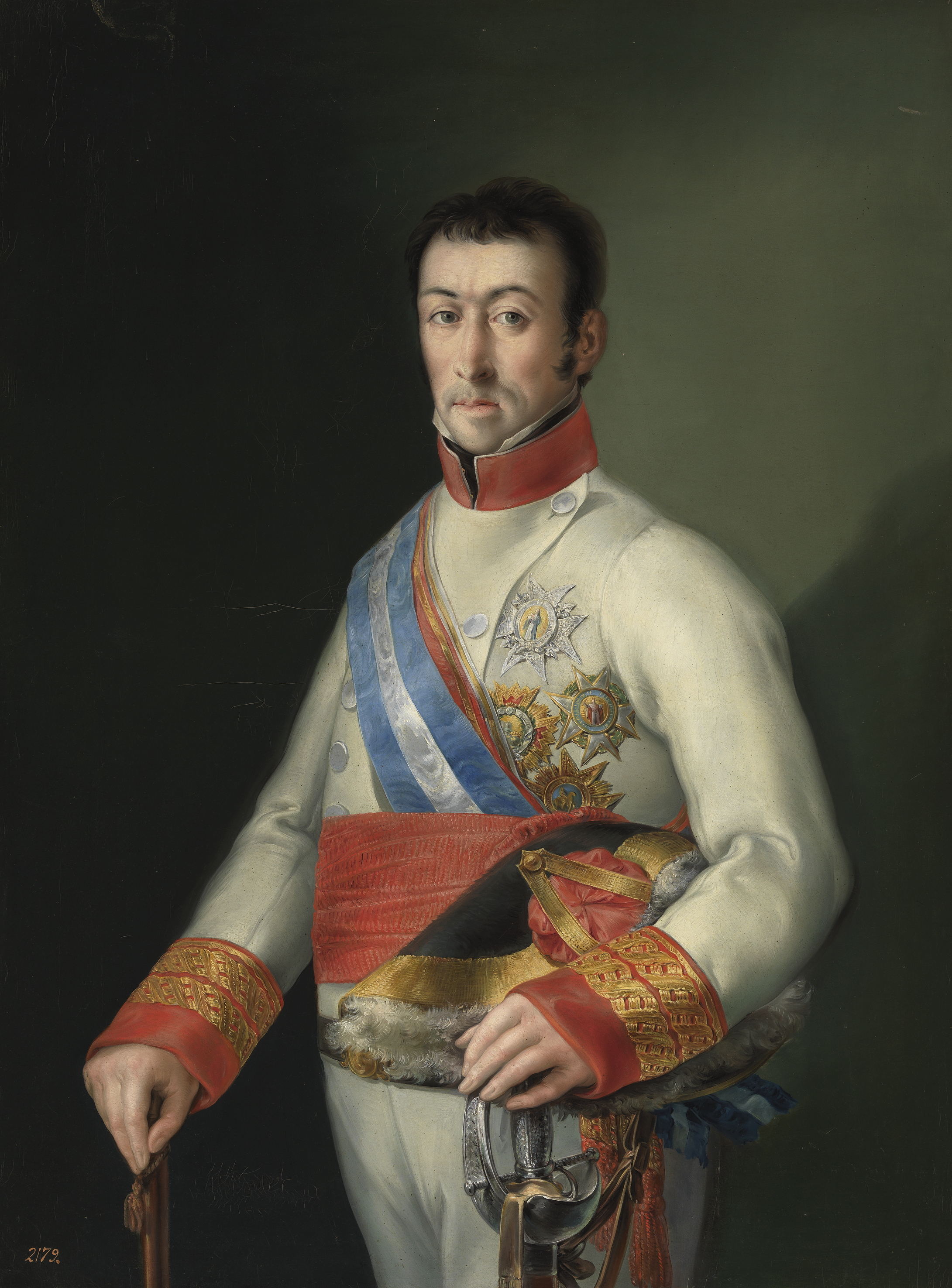
Francisco Javier de Elío, capitán general de Valencia, que puso sus tropas a disposición de Fernando VII para que restaurara el absolutismo. Para Elío el Ejército no era de la nación, sino del rey.

En la habitación del palacio de Cervelló del infante don Antonio, que actuó como aglutinante de los absolutistas locales y de los venidos de fuera, se concretó la publicación de dos periódicos realistas, El Lucindo, redactado por Justo Pastor Pérez, y El Fernandino, por los sacerdotes Blas Ostolaza y Sebastián Pérez Morejón. Además los periódicos antes liberales Diario de la Ciudad de Valencia del Cid, Gaceta Provincial de Valencia y Diario Provincial de Valencia se pasaron al campo del absolutismo. De esta forma la causa constitucional se quedó en Valencia sin periódico que la defendiera, a lo que se añadió que la inmensa mayoría de los folletos que circularon por la ciudad durante la estancia del rey eran contrarios al régimen liberal, y que desde los púlpitos de las iglesias y de la catedral también se le atacara.
Por su parte el Ejército tampoco salió en defensa del orden constitucional. Un día antes de llegar a Valencia, el capitán general de Valencia Francisco Javier Elío, acompañado de Juan Potous, jefe del Estado Mayor del 2.º Ejército, que operaba en Valencia, se había encontrado con la comitiva real en la Venta de la Jaquesa, en la frontera de los antiguos reino de Aragón y de Valencia, y allí había pronunciado un discurso en el que afirmó que Fernando VII no volvía a España por voluntad de la nación, como habían proclamado las Cortes, sino «después de haber abundantemente regado con su sangre [los militares] el suelo que han libertado». Para Elío, el Ejército no era de la nación, sino del rey. Por otro lado, el conde de la Bisbal, desobedeciendo las órdenes de la Regencia de que condujera sus tropas al sur de Francia, las había acantonado en Castilla la Vieja para ponerlas a disposición del rey en cuanto se presentara la ocasión.

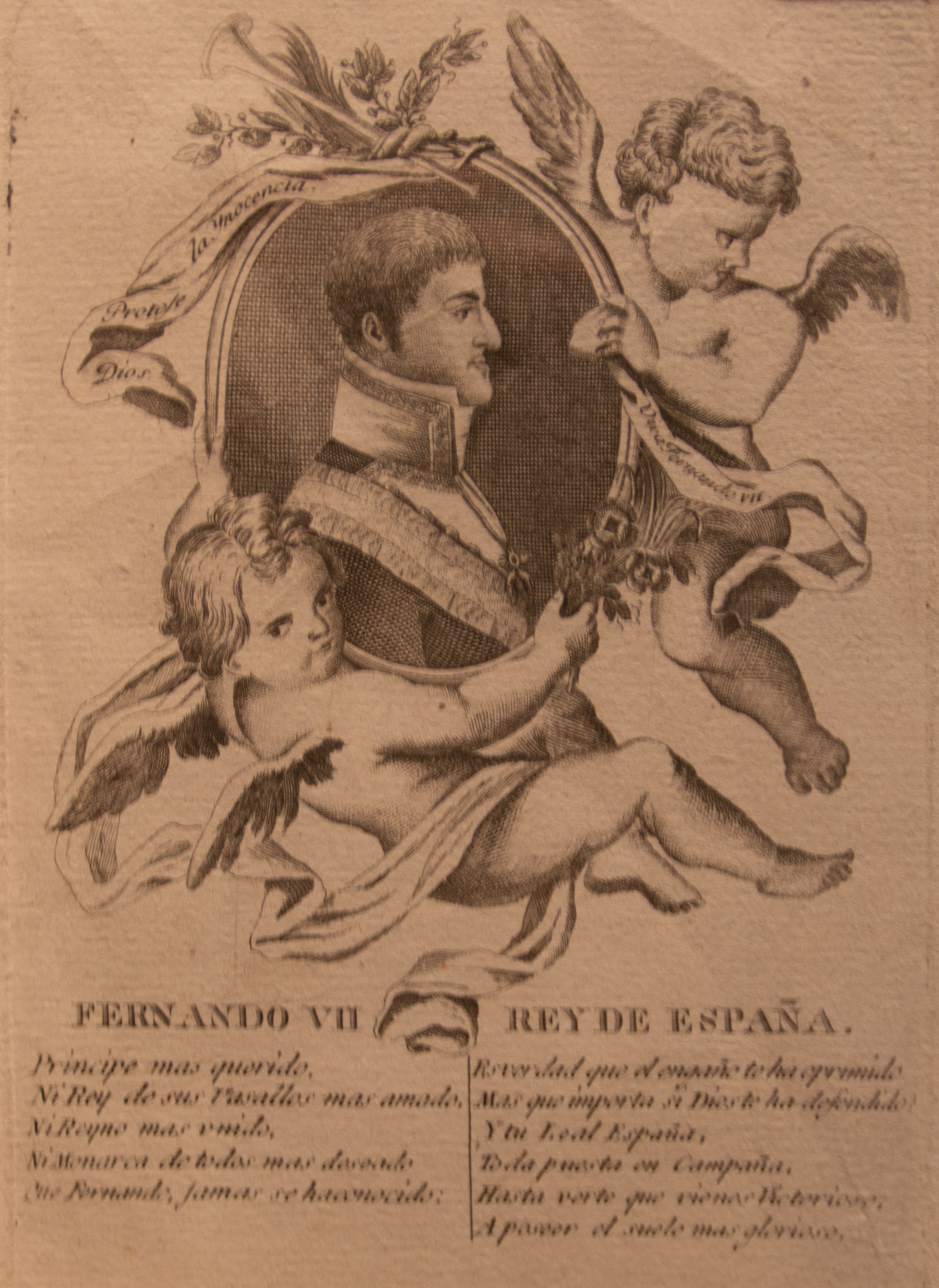
Retrato de Fernando VII en el Palacio de Cervelló. El texto dice: “Príncipe más querido
Ni Rey de sus vasallos más amado
Ni Reyno más unido
Ni Monarca de todos más deseado
Que Fernando jamás se ha conocido
Revelad que el engaño te ha oprimido
Mas que importa si Dios te ha defendido
Y tu leal España,
Toda puesta en campaña
Hasta verte que vienes victorioso
Aparece el suelo más glorioso”.

En este ambiente tan favorable al absolutismo que se vivía en Valencia se acabaron de disipar todas las dudas que Fernando VII pudiera aún albergar sobre si jurar o no la Constitución. También contribuyeron a ello las aclamaciones a su persona que había recibido durante el viaje, así como la noticia de la restauración borbónica en Francia tras la caída de Napoleón. «A Fernando VII no le hizo falta mucho convencimiento para orientar su actitud… No podía pensarse en un Rey liberal, ya que había sido formado, educado y preparado en y para perpetuar la monarquía absoluta borbónica…», han afirmado Ángel Bahamonde y Jesús A. Martínez.
La cámara del rey del palacio de Cervelló se convirtió en el centro neurálgico de la conspiración que desembocaría en el golpe de Estado. Allí se reunieron los tres protagonistas principales del golpe ―el propio rey, el infante don Carlos y el duque de San Carlos― junto con sus consejeros y hombres de confianza, todos ellos conocidos opositores a la obra de las Cortes de Cádiz: Pedro Macanaz, Juan Pérez Villamil, Miguel de Lardizábal, Pedro Gómez Labrador y Juan Escoiquiz. Este último, en su viaje de vuelta a España desde Francia había conseguido el compromiso del barón de Eroles, segundo jefe del Ejército de Cataluña, de que pondría sus tropas a disposición del «rey absoluto».
Un hecho de gran trascendencia que reafirmó al rey aún más en su decisión de no jurar la Constitución fue la llegada a Valencia de Henry Wellesley, embajador del Reino Unido de Gran Bretaña e Irlanda, la principal potencia aliada de España, que había dejado Madrid donde se encontraban las autoridades constitucionales. Henry Wellesley era el hermano menor de Arthur Wellesley ―recién nombrado duque de Wellington como vencedor de Napoleón―, quien detestaba el régimen liberal español cuyas Cortes, según él, estaban «guiadas por principios republicanos» y de las que salían «medidas democráticas». «Si el rey vuelve y tiene valor echará por tierra toda esta fábrica», le había escrito Wellington al ministro de la Guerra británico antes del retorno de Fernando VII a España. Su hermano el embajador compartía estas ideas. De hecho cuando se entrevistó el 24 de abril con el duque de San Carlos le dijo que el gobierno británico estaba deseoso de ver a Fernando VII en el trono «con toda la autoridad que debe pertenecerle». En la entrevista el duque de San Carlos le había solicitado el apoyo expreso del gabinete británico y del generalísimo Wellington a la decisión del rey de no jurar la Constitución y en principio el embajador se lo negó aconsejándole prudencia para no crear enfrentamientos entre españoles (la política que iba a seguir Luis XVIII en Francia), «pero cuando San Carlos le aseguró que se disolverían las Cortes ―si fuera necesario, por la fuerza, dijo―, que se convocarían otras para formar una nueva Constitución y se crearía una segunda cámara compuesta por la nobleza y el alto clero, el embajador británico cambió de actitud. A partir de entonces, sus despachos diplomáticos fueron favorables a la actuación de Fernando VII y de forma expresa al Manifiesto del 4 de mayo». Emilio La Parra López ha comentado que ninguno de los dos hermanos Wellesley querían el establecimiento del absolutismo en España, sino una monarquía próxima al modelo británico, «pero su radical rechazo de la Constitución de 1812 y su oposición a la obra de las Cortes facilitaron las maniobras de los contrarrevolucionarios españoles y dejaron expedito el camino a Fernando VII para imponer su voluntad».
A finales de abril y principios de mayo las declaraciones y los actos en contra del régimen constitucional se sucedieron en la ciudad de Valencia. El general Elío se mostró en repetidas ocasiones como defensor del rey «con todos sus derechos»; los superiores de las órdenes religiosas le presentaron al rey un largo escrito pidiendo la derogación de determinados decretos de las Cortes relativos a asuntos eclesiásticos; el 2 de mayo varios militares acompañados por una banda de música destrozaron la placa de la Constitución que se encontraba en la Plaza de la Virgen para sustituirla por otra rotulada «Real Plaza de Fernando VII» ―lo mismo hicieron al día siguiente con la placa constitucional del Grao―. Por su parte el rey se negó a asistir a un misa que iba a celebrar Joaquín Lorenzo Villanueva, clérigo muy conocido por sus ideas liberales, quien tras el golpe sería procesado. Todos estos hechos, conocidos a través de los periódicos, suscitaron una gran preocupación entre los liberales de Madrid y del resto de España, aunque muchos no culpaban al rey, sino a los «hombres pérfidos» que lo rodeaban y seguían confiando en que en cuanto llegara a la capital juraría la Constitución. Tal era su confianza que se colocaron varios ejemplares de la Constitución en edición de lujo en los aposentos del rey y de los infantes del Palacio Real a la espera de que estos regresaran a la capital. Las Cortes intentaron tomar algunas medidas, pero fueron bloqueadas por los diputados absolutistas. Sí que aprobaron el envío de dos cartas al rey el 25 y el 30 de abril rogándole que viajara a Madrid para que jurara la Constitución, pero ninguna recibió respuesta. Lo mismo sucedió con la carta enviada por los dos regentes que habían permanecido en la capital, Agar y Ciscar.

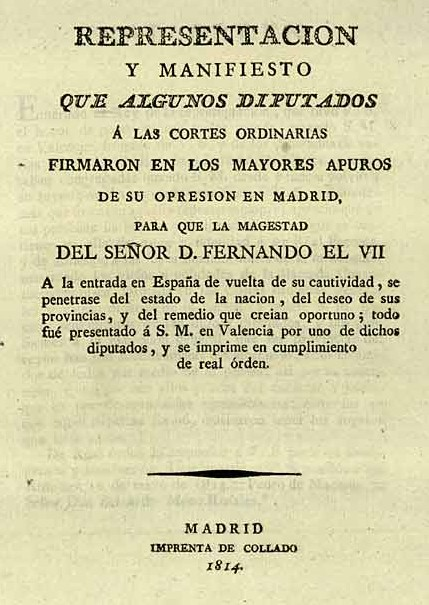
Portada del cuaderno editado con el Manifiesto de los Persas.

Por su parte los diputados absolutistas de las Cortes redactaron un Manifiesto, que sería conocido como el Manifiesto de los Persas, por la referencia al antiguo Imperio Persa que lo encabezaba. Fechado el 12 de abril de 1814 en Madrid, entre sus redactores principales se encontraban Joaquín Palacín y Jerónimo Castillón, futuro Inquisidor general, y fue firmado finalmente por 69 diputados, 34 de ellos miembros del clero. Su principal impulsor y primer firmante, Bernardo Mozo de Rosales fue quien llevó a Valencia el Manifiesto y se lo entregó al monarca. En el escrito se elogiaba la figura de Fernando VII y se hacía una crítica pormenorizada de la Constitución de 1812 y de la obra de «las llamadas» Cortes de Cádiz, a las que no se les concedía ninguna legitimidad. La alternativa que proponían los persas era la restauración de la monarquía absoluta definida como «una obra de la razón y de la inteligencia» aunque «subordinada a la ley divina, a la justicia y a las leyes fundamentales del Estado» por lo que «el Soberano absoluto no tiene facultad de usar sin razón de su autoridad (derecho que no quiso tener el mismo Dios)». En esta forma de gobierno, recalcaban los persas, «las personas son libres, la propiedad inviolable, el soberano no puede disponer de la vida de sus súbditos, sino ateniéndose al orden de justicia establecido». Para alcanzar este objetivo se proponían tres medidas concretas: la convocatoria de las Cortes tradicionales (por estamentos), la supresión de la Constitución y de la obra de las Cortes de Cádiz y el castigo de quienes «han causado los males de España». Estas dos últimas propuestas fueron del agrado de Fernando VII, pero no la primera ya que, según Emilio La Parra López, «la monarquía definida por los persas no cuadraba exactamente con la deseada por él, debido a las limitaciones del poder real». A pesar de todo Fernando VII hizo imprimir el Manifiesto y dio las gracias a sus autores ―Mozo de Rosales sería recompensado con el título de Marqués de Mataflorida―. Además utilizaría algunas de sus ideas en el Manifiesto del 4 de mayo que dio inicio al golpe de Estado.
El historiador Josep Fontana ha llamado la atención sobre un «enigmático fragmento» del Manifiesto de los persas «que hace sospechar que las cosas iban más bien encaminadas a preparar un golpe de fuerza». En él se dice que Fernando VII llegó en el momento crítico «para salvar a España de su naufragio; porque hallándonos precisados a dar un manifiesto a nuestras provincias de su estado era de recelar su desunión, y que nuevos males presentasen los últimos efectos de la anarquía en que las había sumergido el gobierno, resignándonos en la máxima de un político, de que cuando un estado amenaza ruina y ésta no puede detenerse, vale más que se pierda que perder la reputación, pues sin ella nunca se podrá recobrar. Pero lo triste de este último remedio hacía trémula la pluma con que íbamos a firmarlo».

## El golpe

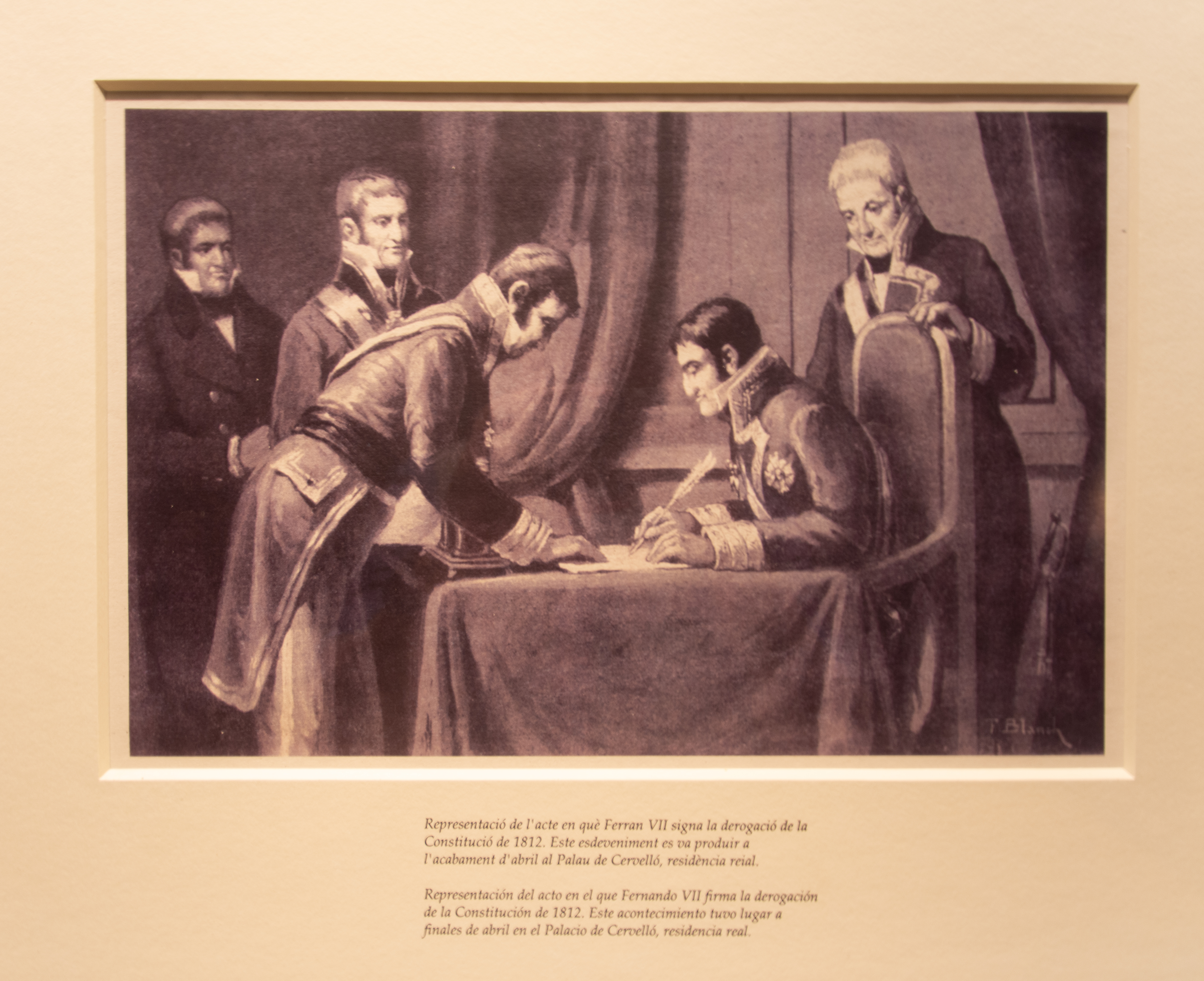
Fernando VII firma en el palacio de Cervelló el ‘’Manifiesto del 4 de mayo’’ o Decreto de Valencia, que supone la derogación de la Constitución de 1812.

El Manifiesto del 4 de mayo o Decreto de Valencia, cuya redacción se suele atribuir a tres de los absolutistas que formaban parte del núcleo de la conspiración ―Pedro Gómez Labrador, Juan Pérez Villamil y Miguel de Lardizábal―, pero en la que también intervino el propio rey, coincidía con el Manifiesto de los Persas en negar la legitimidad a las Cortes de Cádiz. En consecuencia, el rey anunciaba (por primera vez públicamente) que no juraría la Constitución.

Declaro que mi real ánimo es no solamente no jurar ni acceder a dicha constitución ni a decreto alguno de las cortes generales y extraordinarias, y de las ordinarias actualmente abiertas, a saber, los que sean depresivos de los derechos y prerrogativas de mi soberanía..., sino el declarar aquella constitución y tales decretos nulos y de ningún valor ni efecto, ahora ni en tiempo alguno, como si no hubiesen pasado jamás tales actos y se quitasen de en medio del tiempo.

En el Decreto la convocatoria de Cortes estamentales quedaba relegada a después de que quedara restablecido «el orden y los buenos usos en que ha vivido la nación» (Fernando VII nunca las reuniría) y también se declaraba que quien intentase sostener la Constitución y la obra de las Cortes sería «reo de lesa majestad y como a tal se le imponga la pena de la vida, ora lo execute de hecho, ora por escrito o de palabra, moviendo o incitando, o de cualquier modo exhortando y persuadiendo a que se guarden y observen dicha constitución y decretos». Como ha destacado Emilio La Parra López, «el Manifiesto del 4 de mayo no tenía otra finalidad que justificar la supresión del sistema constitucional y la vuelta a la monarquía absoluta». Josep Fontana lo ha calificado como el «auténtico manifiesto del golpe de Estado contrarrevolucionario». Por otro lado, como han destacado Ángel Bahamonde y Jesús A. Martínez, el Decreto, que «era la expresión de un golpe de Estado en todas sus dimensiones», también «justificaba y limpiaba la actitud del Monarca en Bayona». El texto del Manifiesto se imprimió en Valencia, pero no se daría a conocer hasta el 11 de mayo en Madrid, cuando el golpe de Estado ya había triunfado.
Fernando VII confió a las fuerzas militares el éxito del golpe. Para ello adoptó una serie de medidas antes de iniciar el viaje a Madrid el 5 de mayo. Hacia el 20 de abril ya habían partido de Valencia las tropas de caballería a las órdenes del general Whittinham que habían quedado acantonadas en Guadalajara y en San Clemente «hasta saber la voluntad del rey», y a finales del mismo mes les siguieron varios regimientos de infantería y una columna de granaderos del ejército al mando del capitán general de Valencia Francisco Javier Elío. El 4 de mayo Fernando VII nombró al general absolutista Francisco de Eguía capitán general de Castilla la Nueva y gobernador militar y civil de Madrid. Este entró en la capital al frente de una división del Ejército de Elío y fue el ejecutor del golpe.

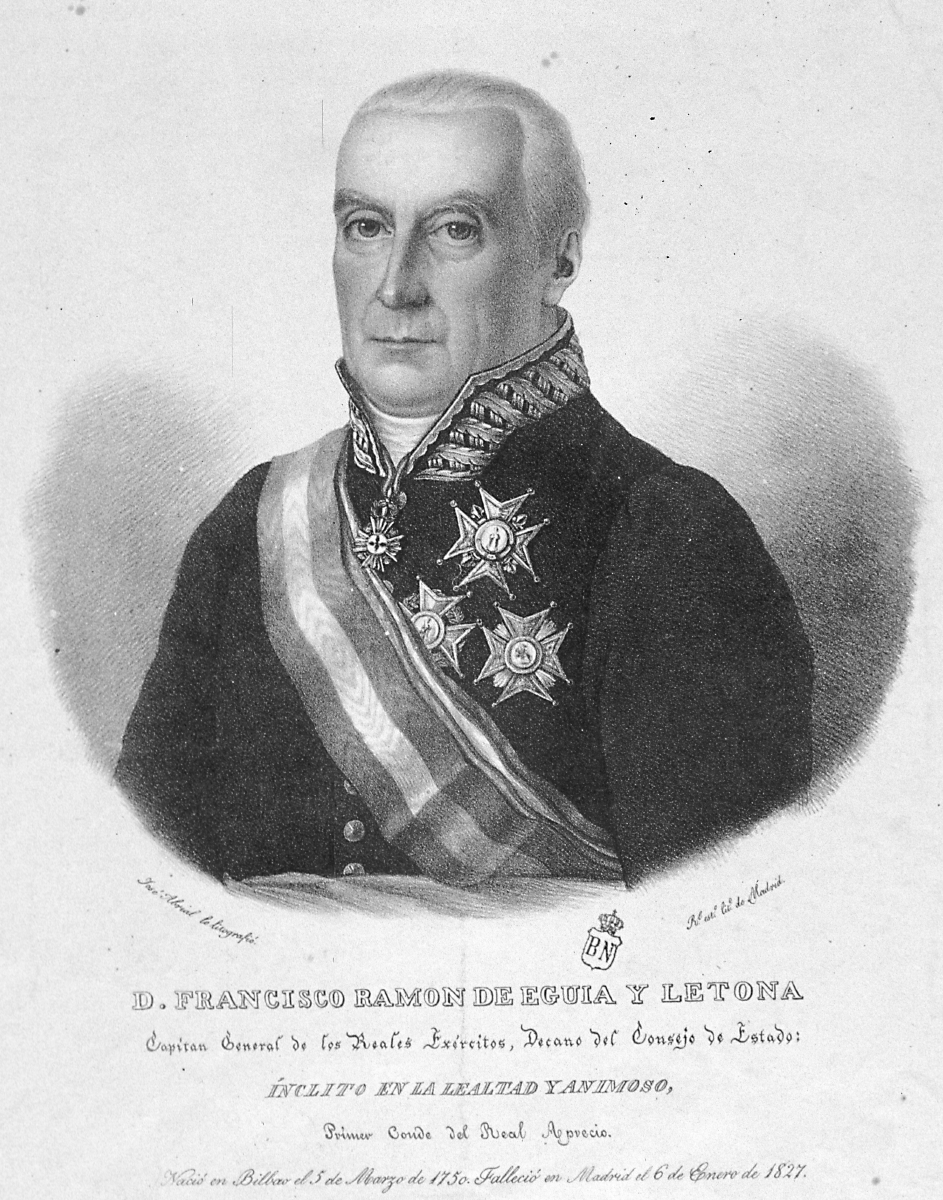
El general Francisco de Eguía, el ejecutor del golpe de Estado.

El 10 de mayo las fuerzas de Eguía ocupaban la sede de las Cortes y por la noche detenían a los liberales que figuraban en una lista que le había entregado el rey, entre los que se encontraban los dos regentes Agar y Ciscar, el general Villacampa, gobernador militar de Madrid, veinticuatro diputados, entre los que destacaban Agustín Argüelles, el conde de Toreno, Francisco Martínez de la Rosa, Diego Muñoz Torrero y José Canga Argüelles, además del poeta Manuel José Quintana, el actor Isidoro Máiquez y periodistas de El Conciso y El Redactor General.
Al día siguiente, 11 de mayo, se pegaron en las esquinas de Madrid ejemplares del Manifiesto del 4 de mayo, se anunció la disolución de las Cortes y se informó de las detenciones de la noche anterior. El presidente de turno de las Cortes, el presbítero novohispano Antonio Joaquín Pérez, uno de los persas, le comunicó por escrito a Eguía: «Doy por fenecidas desde este momento, así mis funciones de presidente, como mi calidad de diputado de un Congreso que ya no existe». Al mismo tiempo se produjo un levantamiento popular al grito de «mueran los liberales». La lápida de la Constitución de la Plaza Mayor fue arrancada y se paseó el retrato del rey por las calles. Una multitud se dirigió a las cárceles donde estaban presos los liberales para insultarles y amenazarlos de muerte. Uno de los diputados detenidos, el clérigo liberal Joaquín Lorenzo Villanueva, escribió seis años después cuando recobró la libertad:

Viéronse varias de estas cuadrillas capitaneadas por eclesiásticos… Hasta por las noches iban por las cárceles a diferentes horas tropas de mugeres [sic] cantando versos mezclados con insultos. En una de estas visitas se oyó una voz que decía: “que nos los entreguen a nosotros, que pronto pagarán por lo que merecen”. Fue ésta una continuada y no reprimida sedición de días y de noches; dirigíala una facción atizadora de esta corta porción de la incauta plebe.

Según Ramón Mesonero Romanos, los que participaron en el levantamiento fueron «dos o tres centenares de personas, de la ínfima plebe, reclutadas al efecto en tabernas y mataderos» que se dedicaron a violentar a los transeúntes «que en su semblante, su traje o sus modales daba a conocer que no pertenecía a su clase y sentimientos». Un viajero inglés que presenció los hechos escribió:

Emisarios de Palacio se desparramaron entre las filas del pueblo y persuadieron a los hombres crédulos, ignorantes y fanáticos que las Cortes eran el enemigo jurado del Estado, que su finalidad era pisotear la religión y establecer sobre las ruinas del trono una república infiel. Los predicadores añadieron a tan mentirosas insinuaciones la autoridad de sus palabras sagradas, y pronto una multitud de espíritus sin luces y de almas ardientes no sufrieron otra cosa que odio hacia los representantes elegidos por España.

El día 12 la Gaceta de Madrid publicaba el Manifiesto del 4 de mayo y poco después se daría a conocer el Manifiesto de los Persas. Los periódicos absolutistas también publicaron artículos en que acusaban a los liberales de «traidores», equiparándolos con los «afrancesados». El 13 de mayo, con toda la capital controlada por los absolutistas y los liberales encarcelados, hacía su entrada en Madrid el rey Fernando VII. Este había salido de Valencia el 5 de mayo, despedido por un gran gentío y el toque de campanas y había seguido el Camino Real pasando por Játiva, Almansa, Chinchilla, Albacete, Minaya, El Pedernoso, Corral de Almaguer y Aranjuez. El día 9 se había negado a recibir a una delegación de las Cortes que había acudido a cumplimentarlo en El Pedernoso y además había ordenado al escuadrón de Dragones que la escoltaba que no los acompañara en su viaje de vuelta a Madrid. «Fernando VII ya no estaba dispuesto a guardar la mínima consideración a los representantes de la soberanía nacional», ha comentado Emilio La Parra López. Ese mismo día y en ese mismo lugar se deshizo del Cardenal Borbón, presidente de la Regencia, al que «invitó» a que se marchara a ocupar su sede episcopal en Toledo, lo que en realidad era una orden de destierro. «El monarca no deseaba que el presidente de la Regencia le acompañara en su entrada en Madrid», ha comentado también La Parra.

## Consecuencias

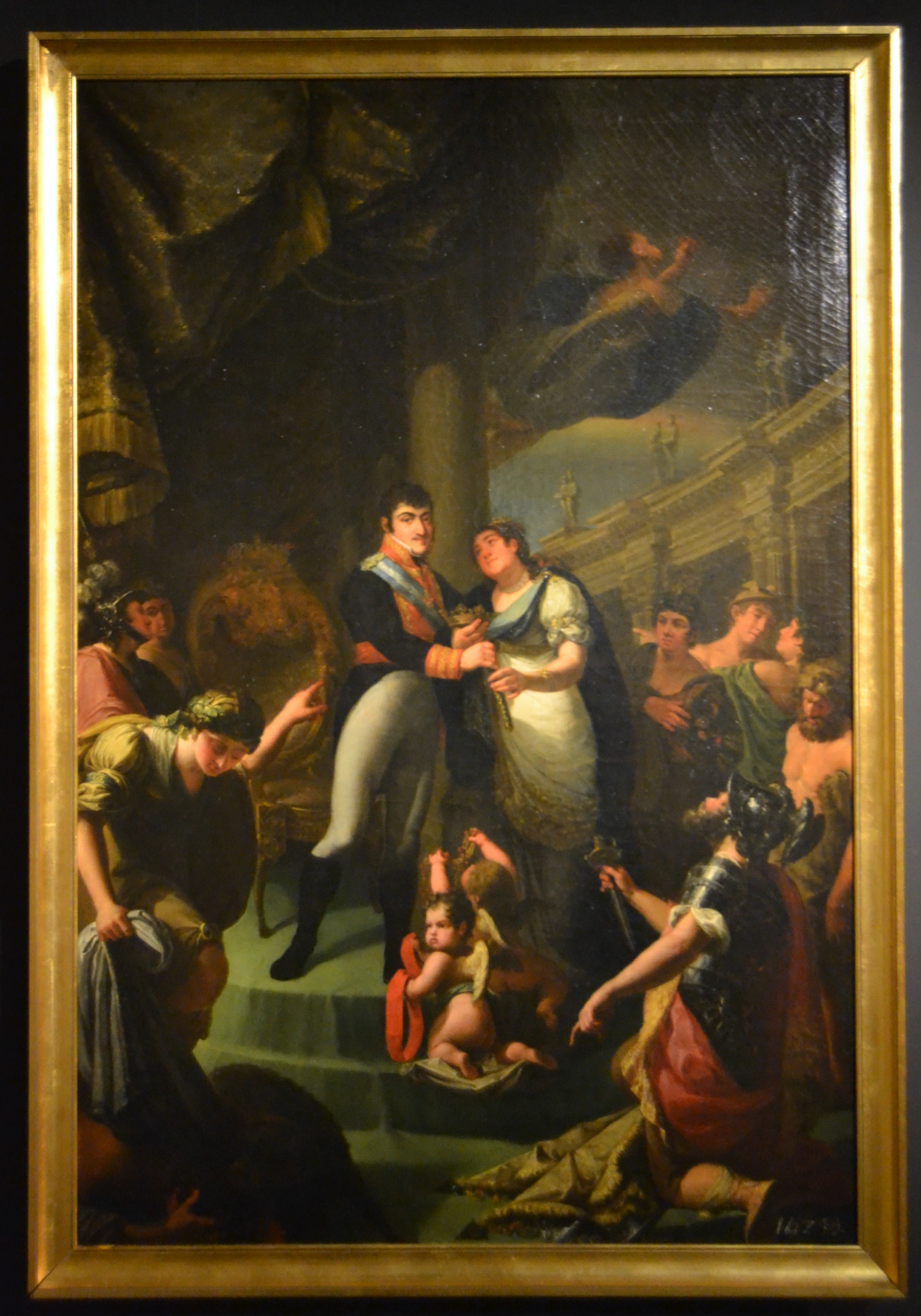
Cuadro alegórico titulado “España coloca en el trono a Fernando VII” de Vicente Rodés.

Cuando en la mañana de 13 de mayo el rey entró en Madrid, con las Cortes disueltas y los liberales detenidos, fue aclamado por la multitud. Antes de dirigirse al Palacio Real, hizo una visita a la iglesia de Santo Tomás para postrarse ante la Virgen de Atocha. Ramón Mesonero Romanos, entonces un niño de diez años, describió así años después el trayecto seguido hasta el Palacio Real:

Delante del coche cerrado en que venía Fernando con su hermano don Carlos y su tío D. Antonio, marchaba una numerosa muchedumbre formando danzas vistosas y paloteos al son de la gaita y el tamboril. […] Seguía, en fin, al carruaje, no como de costumbre una escolta de guardias de corps, sino una verdadera división del Ejército, al mando del general D. Santiago Withinghan [sic], que se ofreció a escoltar al Rey hasta dejarle en el palacio de sus antepasados, que tan imprudentemente había abandonado seis años antes.

Cuando se conoció el Manifiesto del 4 de mayo fuera de Madrid y, sobre todo, cuando llegó a los pueblos y a las ciudades la noticia del fin del régimen liberal tras el triunfo del golpe de Estado, las autoridades constitucionales fueron destituidas y el espacio público fue ocupado por los absolutistas. Las placas de la Constitución fueron destruidas y sustituidas por otras con el nombre de Fernando VII ―lo que sería refrendado por una circular reservada enviada a los capitanes generales el 18 de mayo en la que se disponía que se actuara de noche «para no excitar la atención, y separándola de la presencia del pueblo»―, se quemaron ejemplares de la Carta gaditana, hubo procesiones portando el retrato de Fernando VII y en ocasiones también el estandarte de la Inquisición acompañadas del repique de campanas, etc. También se insultó y se amenazó a los liberales más destacados de cada lugar, llegando incluso a la agresión física. Se publicaron bandos para que los particulares entregaran los ejemplares de la Constitución que tuvieran en sus casas y fueron recogidos los que se encontraron en librerías e imprentas. Se celebraron tedeums en honor del «rey absoluto». La ciudad de Toledo puede ser un caso representativo de la secuencia de acciones-tipo de las algaradas absolutistas, según Ángel Bahamonde y Jesús A. Martínez: «preparación y agitación desde el púlpito―manifestación―ruptura de la lápida constitucional en la plaza de Zocodover―manifestación―deposición de las autoridades constitucionales―asalto a las casas de destacados liberales».  El afán represivo contra los liberales llegaría a tal extremo que un real decreto de 1816 ordenó que «desaparezcan del uso común» las voces de «liberales» y «serviles», que era como los primeros, defensores de la Constitución de 1812, llamaban a los absolutistas.
Lo primero que hizo Fernando VII como monarca absoluto fue restablecer el entramado institucional del Antiguo Régimen existente antes de 1808, empezando por el Consejo de Castilla, restituido el 27 de mayo bajo la presidencia del duque del Infantado, y por el resto de Consejos (el Consejo de Cámara, el Consejo de Indias, el Consejo de Hacienda y el Consejo de las Órdenes Militares). Una decisión de especial relevancia fue la restauración de la Inquisición ―abolida por las Cortes de Cádiz―, con su correspondiente Consejo, lo que causó cierto escándalo en las cortes europeas que la consideraban una institución retrógrada y bárbara, impropia de los tiempos modernos. En el ámbito económico y social se restituyeron los privilegios de la nobleza y del clero, la Mesta, los gremios, las vinculaciones y los mayorazgos, el régimen señorial, el vasallaje y sus símbolos, las manos muertas, etc. Además, se volvió al sistema tributario anterior a 1808 al derogarse la contribución única establecida por las Cortes de Cádiz. Lo que nunca hizo Fernando VII, a pesar de que lo había prometido en el Manifiesto del 4 de mayo, fue convocar las Cortes estamentales.

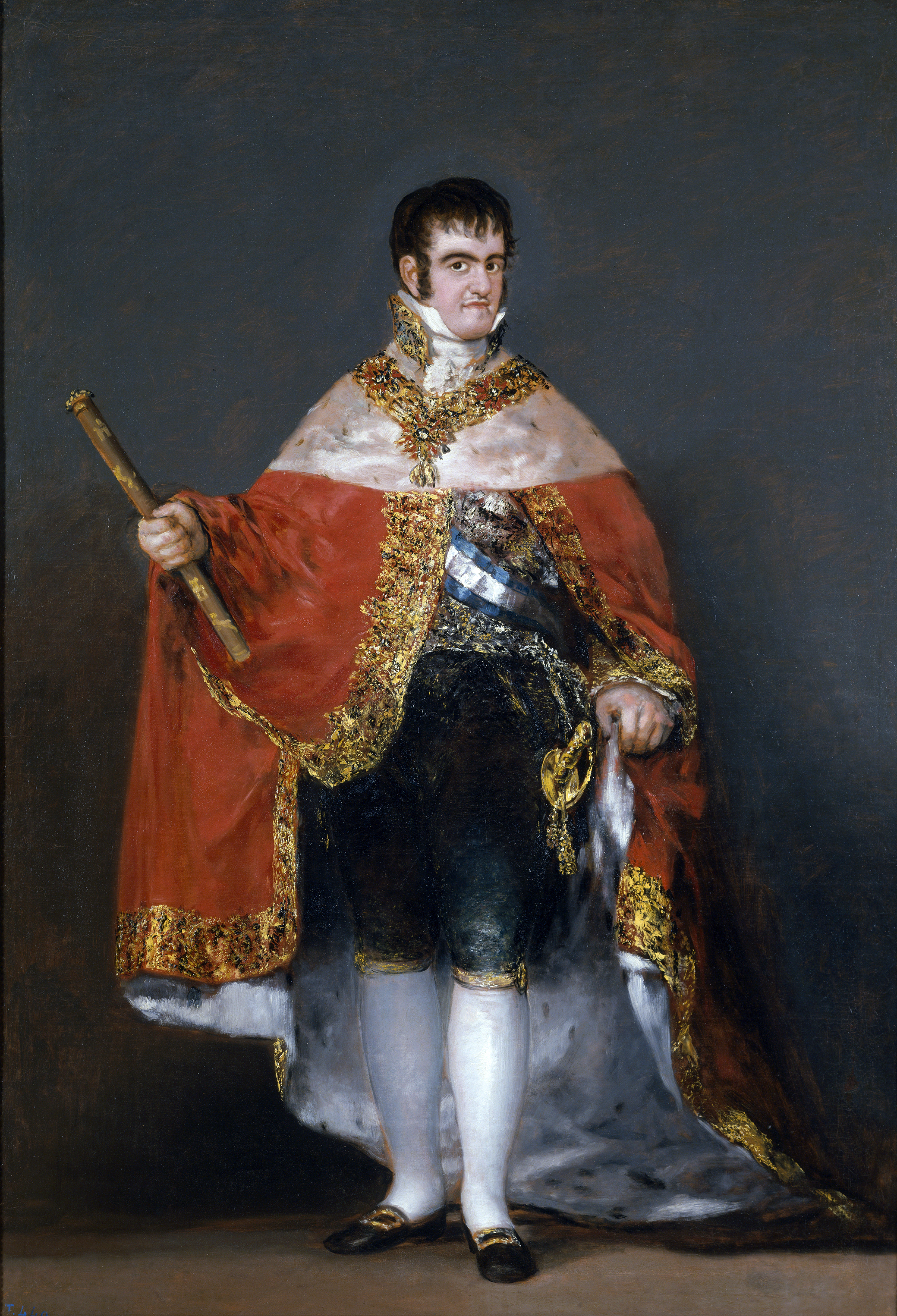
Retrato de Fernando VII realizado por Francisco de Goya (1815).

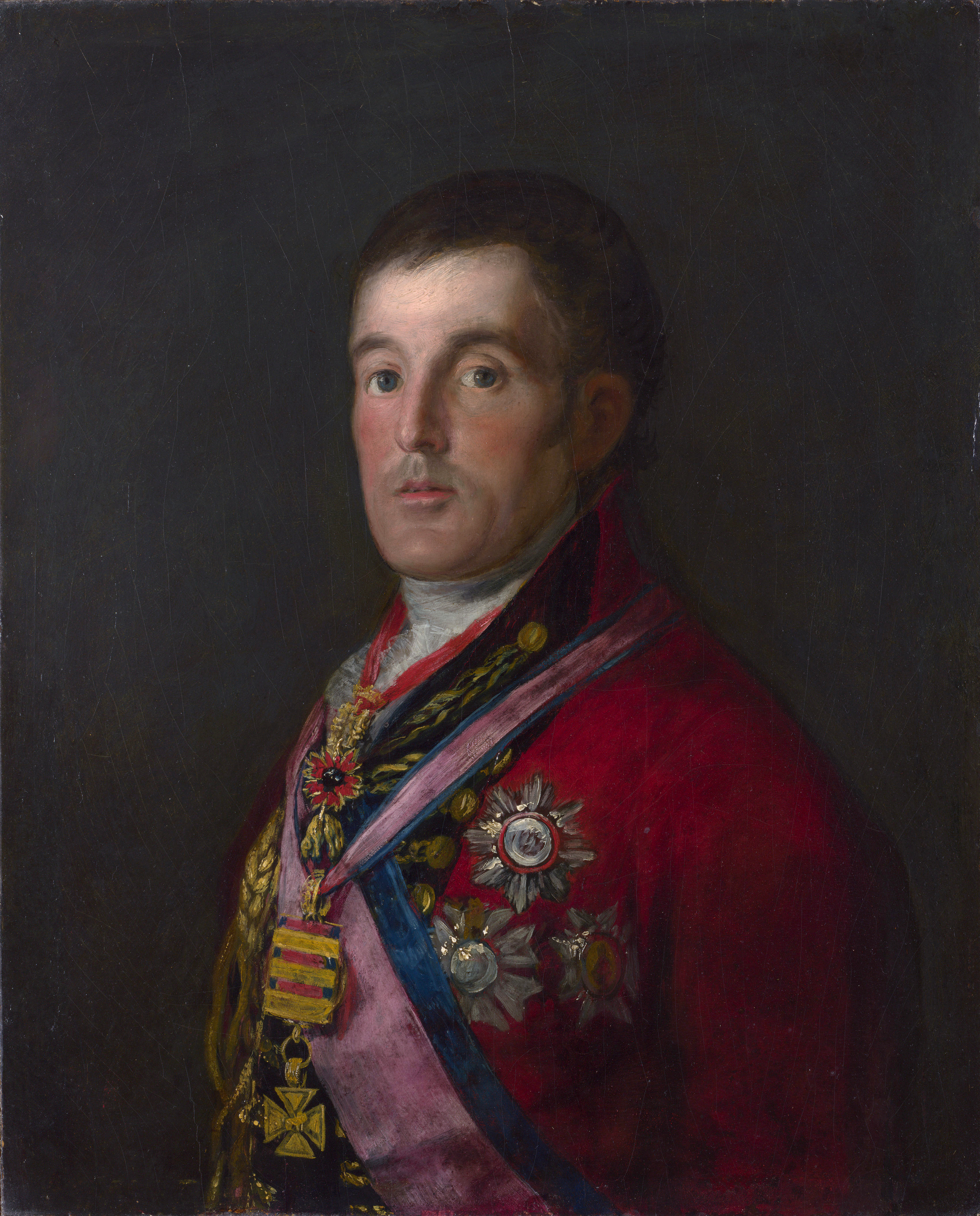
Retrato de Arthur Wellesley, duque de Wellington, por Francisco de Goya. La presencia en Madrid de Wellington fue interpretada como que el gobierno británico aprobaba el golpe de Estado.

Fernando VII nombró el mismo 4 de mayo en que firmó el Manifiesto del golpe a los seis secretarios del Despacho, que no conformaban un gobierno propiamente dicho, pues sus integrantes se reunían separadamente con el rey y no de forma conjunta como en los consejos de ministros. Eligió a los hombres que habían participado activamente en la conspiración. Al frente de la Secretaría del Despacho más importante, la de Estado, situó al duque de San Carlos; en la de Gracia y Justicia, a Pedro Macanaz; en la de Guerra, al general Manuel Freire de Andrade; en la de Hacienda, a Luis María Salazar y Salazar; y en la de Ultramar, a Miguel de Lardizábal. Pero al final del mes ya introdujo los primeros cambios: el general Francisco de Eguía, el autor del golpe, ocupó la Secretaría del Despacho de Guerra y Cristóbal Góngora Fernández Delgado la de Hacienda, pasando Salazar y Salazar a la Secretaría del Despacho de  Marina. El 23 de septiembre otro hombre de mayo, Juan Pérez Villamil, se convertía en el tercer Secretario del Despacho de Hacienda. Y en noviembre Pedro Macanaz era destituido y encarcelado, acusado de infidelidad y corrupción, y el duque de San Carlos, era sustituido por Pedro Ceballos, al frente de la Secretaría del Despacho de Estado. El 2 de febrero de 1815 entraba el cuarto secretario del Despacho de Hacienda, Felipe González Vallejo.
Poco después de consumado el golpe de Estado, se presentó en Madrid el duque de Wellington, entonces la persona más poderosa de Europa como vencedor de Napoleón. El motivo oficial de la visita, tal como se lo había comunicado Wellington desde París al primer ministro británico Lord Liverpool el 9 de mayo, cuando el golpe de Estado aún no se había producido, era «tratar de conseguir que todos los partidos se muestren más moderados, que adopten una Constitución con mayores probabilidades de ser aplicable y que contribuyan a la paz y la felicidad de la nación». Pero la visita tuvo el efecto contrario del que pretendía: afianzó el golpe de Estado absolutista. Así lo consideró Friedrich von Gentz, consejero de la corte imperial austríaca, que en una carta con fecha del 1 de julio le escribió a Janko Karadja, señor de Valaquia: «…la reciente estancia del duque de Wellington en Madrid ha acabado por demostrar a todos que el gobierno inglés aprueba el nuevo rumbo de los asuntos españoles». Lo mismo opinó la oposición británica whig que criticó en el Parlamento la condescendencia del gobierno con Fernando que había acabado facilitando la restauración de la monarquía absoluta en España.
Como conclusión, Ángel Bahamonde y Jesús A. Martínez han afirmado que «se había consumado un golpe de Estado sin oposición y se había levantado de nuevo el edificio del Antiguo Régimen, pero se habían mostrado los graves problemas del Estado y las fisuras para afrontarlos. Se concebían solo como problemas pasajeros provocados por la guerra y la herencia gaditana, sin contemplar que la crisis tenía una naturaleza y unas causas de más largo plazo, ahora acentuadas. Después de seis años de guerra, el país estaba exhausto y destrozado, tanto la estructura productiva, como las arcas del Estado».

## Debate entre historiadores: el apoyo popular a Fernando VII
El historiador y biógrafo de Fernando VII Emilio La Parra López se ha preguntado ¿qué suscitó el entusiasmo popular por el rey en todo el país en mayo de 1814?

Para historiadores actuales, Morange entre ellos, no fue la restauración del absolutismo, sino la liberación del dominio francés y la paz recobrada, personificada en Fernando VII. En la misma línea mantiene [Javier] Maestrojuán que el encendido fervor popular no estuvo causado por la vuelta al absolutismo, sino por la recuperación de Fernando VII, a quien se le creyó capaz de llevar a cabo la regeneración esperada desde 1808, que los liberales no habían sido capaces de realizar. Los españoles habían mantenido una prolongada y durísima guerra en nombre del rey ausente. Ahora en 1814, llegada la paz, estaba físicamente entre ellos. El entusiasmo era la reacción lógica. Fue apasionado, porque los españoles habían mitificado al rey.

Los también historiadores Ángel Bahamonde y Jesús A. Martínez se han planteado la misma cuestión.

El conjunto social ‘’pueblo’’, mayoritariamente rural, no era en sí mismo políticamente ni absolutista ni liberal. Lo que percibía era la vuelta del Monarca como referente legítimo de la normalización. Sí existió entusiasmo popular por el regreso del Monarca en sí mismo ―aunque tal hecho fuera instrumentalizado en la creación de una opinión favorable al absolutismo―, pero no hubo oposición alguna a la caída del régimen constitucional.